# 中村裕介
中村 裕介（なかむら ゆうすけ、1951年11月15日 - ）は、日本の作曲家・ギタリスト・ボーカリスト・ナレーター。

## 略歴
1951年 横浜市金沢区に生まれる。1972年から大学在学中より米軍キャンプ廻りのバンド、ハイウェイメンに加入、全国の在日米軍キャンプ将校クラブで演奏。
1976年 ジョー山中の所属プロダクションにスカウトされる。1977年 BLACKレコードより「中村きんたろう」としてメジャー・デビュー。ジョー山中バンドのギタリストとして俳優座ROCK TENに出演。
1978年 アルバム「MILD」発売。伊藤銀次らと活動するも、所属プロダクション崩壊により解散。
1979年 東芝EMI音楽出版預かりとなるも、テイチクよりアルバム「翼をひろげて」発売。中村きんたろう&足柄山EXPRESSを結成し全国ライブハウスツアー。同時期、水越恵子のサポート・ギタリストもつとめ、コンサートツアーにも中村きんたろうとして参加。この年の暮れ、西武グループ企業CM「SHAPE UP」を作曲。
1980年 CMプロダクション・30th Musicに所属。作曲家としての活動開始。
1981年 バップへ移籍。小川銀次クロス・ウィンドの丸尾めぐみらとグループ「WEEKIDS」結成。
1981年 作曲家として郷ひろみ「哀愁ヒーロー Part1・Part2」アルバム「アスファルト・ヒーロー」に楽曲提供。
1982年 アルバム「WATER COLOR」発売。ボニー・タイラー「サヨナラTOKYO」作品提供。日本たばこ産業キャビンCM曲「faraway」提供。1983年 WEEKIDS解散。
1984年 『ルパン三世 PARTIII』OP主題歌「セクシー・アドベンチャー」を歌う。四人囃子の坂下秀実、横浜・横須賀のミュージシャンらとR&B ORCHESTRA結成。
1986年 テレビ神奈川のバラエティ番組「極楽トンボ」で司会を担当。
1987年 中村裕介R&B ORCHESTRAとして国営昭和記念公園にて開催されたBLACK HERITAGE FESTIVAL出演。スタイリスティックスやアル・グリーンらと競演。
1988年 中村裕介R&B ORCHESTRA、葉山で行われたイベントにてザ・スリー・ディグリーズと競演。
1988年 キティレコードにて、アルバム「ラクーシュ」を制作開始。制作チームに大津あきら、丸尾めぐみ、星勝らを迎え完成させたが、会社側の都合折悪しく発売に至らず。MOON RECORDSからの発表を試みるも、シングルのみ北海道限定発売にとどまり、アルバムの発売に至らず。
1990年 テレビ神奈川「WOOLY BOOLY」レギュラー出演。小規模ながらヴァーンメディアから前述アルバム「ラクーシュ」が発売される。
1991年 セッション・ユニットAIN'T NO BUISINESSとして名古屋ボトムライン、横浜アポロシアター、渋谷クロコダイルなどに出演。また、上田正樹の誘いで実現した神戸チキンジョージの上田プロデュースdayでは中村裕介単独でゲスト出演し、関西ブルース系アーティストとの交流も始まったが、この後数年にわたってセッション参加以外に中村裕介としてのライブ活動はなく、作曲や制作方面に移行していった時期である。作曲家としては、この頃までに西田敏行、原田芳雄、岩城滉一、浜田麻里など、多くの歌手や俳優に楽曲提供をしている。テレビやラジオのCMも多く手がけダイクマなどでも知られ、ナレーターとして、いすゞ・ジェミニ「街の遊撃手」が代表作。
1995年 自らの制作スタジオ「WATER COLOR STUDIO」設立。インディーズ・レーベル「BluesCity Records」設立。1996年 中村裕介&F.E.N.結成。アルバム「SET ME FREE」発表。
1997年 大沢樹生アルバム「ROCK FOOD」プロデュース。
1998年 オムニバスアルバム「Born inBluesCity」プロデュース。ジョー山中&F.E.N.のコンサート「SATORI」プロデュース、出演。ジョー山中&F.E.N.としてNew Years World Rock Festivalに出演。1999年 台湾地震被災者支援チャリティ「Aid Formosa'99」出演。
2000年 ジョー山中のアルバム「W's」にギタリストとして参加。テレビ東京系アニメ『メダロット魂』OP主題歌「SUPER GUYS!」を歌う。2001年 横浜関内ホールにて中村裕介デビュー25周年記念コンサートを開催。2002年 ROXVOX結成。
2003年 横浜開港50周年を記念して作られた森鴎外作詞による横浜市歌にブルースメロディを付け「横浜市歌ブルースバージョン」として発表。
2004年 ザ・ゴールデン・カップス再結成コンサートにギタリストとして参加。映画『ワンモアタイム』にも出演。ミッキー吉野の「横浜BACK BAY BLUES SESSIONS」に参加。エディ藩&ROXVOXのアルバム『Another Better Day』をプロデュース。
2005年 「横浜BACK BAY BLUES SESSIONS2」に参加。2006年 ROXVOX2ndアルバム「Rough n' Jazz」発表。金田賢一、丸尾めぐみらと「横濱夢語り」出演。
2007年 横浜大桟橋ホール横濱ジャズプロムナード出演。エディ藩アルバム「60-40Special」プロデュース。横浜BLITZ「60-40Special」コンサートプロデュース・出演。ROXVOX3rdアルバム「DYNAMIC DYEBOOTS」発表。
2008年 横浜市立大学エクステンション・センターにおいて「ヨコハマ・ブルース・ワークショップ」第一回〜第四回開講。デイブ平尾追悼コンサートにギタリストとして参加。
2009年 横浜市歌誕生100年「横濱市歌紀壽祝祭」に出演。横浜開港150周年記念・横浜市制定100周年記念「横濱夢語り」に金田賢一、森美紀子らと出演。「横浜市歌ブルースバージョン」、横浜みなと博物館に収蔵される。デイブ平尾トリビュート・ライブにROXVOXとして出演。「ヨコハマ・ブルース・ワークショップ」第五回〜開講。ナポレオン党「FLASH BACK 60s 70s」に出演。
2010年 エディ藩＆ROXVOXとしてBarBarBarなどに出演。闘病中のジョー山中を支援するチャリティライブ「GET WELL JOE」に出演し、フラワー・トラベリン・バンドのボーカルをつとめる。2011年 「疾風」結成。アルバム「日はまた昇る」発表。
2012年 自らが所有する「WATER COLOR STUDIO」において中村裕介流サロンライブ・スタート。高橋まこと、四人囃子の坂下秀実とGREEN IN BLUE結成。渋谷クロコダイル「ジョー山中追悼ライブ」に出演。
2013年 横浜ケンタウロスのテーマとして作曲した「オートバイ」英語版「Motorcycle」が大友克洋監督作品SHORT PEACE「武器よさらば」オープニングテーマに決定。劇場公開された。自らのスタジオで毎月1回開催を続ける「中村裕介流サロンライブ」は12月で20回を数える。

## ディスコグラフィー

### シングル
- 朝焼けのギブソン通り／シーサイド・ハイウェイ（BLACK、1978年3月）- 中村きんたろう名義
- マンハッタン・ブリーズ／イルミネーション（BLACK、BC-1044）- 中村きんたろう名義
- ギター弾きの歌／ロックン・ローラー（BLACK、BC-1046、1979年8月）- 中村きんたろう＆足柄山エクスプレス名義
- 季節風／シンガー（BLACK、BC-1046）- 中村きんたろう名義
- 夢商人／September Sail（キティ・レコード、7DS-0077、1984年）- 中村裕介名義、日本専売公社（現：日本たばこ産業株式会社）「キャビン」CMソング

### アルバム
- MILD（BLACK/1978年）- 中村きんたろう名義
- 翼をひろげて（BLACK/1979年）- 中村きんたろう名義
- WATER COLOR ALL MY DREAMS（1982年）- 中村裕介&ウィーキッズ名義
- ラクーシュ（ヴァーン・メディア/VMCH-1016/1988年）
- SET ME FREE（1996年8月10日）- 中村裕介&F.E.N.名義
- DYNAMIC DYEBOOTS（2007年6月22日）- ROXVOX3rd.名義
- 日はまた昇る（2011年8月10日）- 疾風～Hayate名義

### その他
- セクシー・アドベンチャー（アニメ『ルパン三世 PARTIII』OP主題歌/1984年）
- TWILIGHT（アニメ『巨神ゴーグ』挿入歌/1984年）
- CALL MY NAME（アニメ『巨神ゴーグ』挿入歌/1984年） - 中村裕介、久保田みのり名義
- Last Boy（OVA『バリバリ伝説』イメージソング/1985年）
- What Do You Want?（OVA『ダーティペア 謀略の005便』イメージソング/1990年）
- くちづけ―Lover&s Warm―（OVA『ダーティペア 謀略の005便』イメージソング/1990年）
- TAKE ME BACK（映画『シティーハンター 百万ドルの陰謀／ベイシティウォーズ』イメージソング/1990年） - 中村裕介、山内洋子、神谷明名義
- Night Story<中村バージョン>（アニメ『3×3 EYES』イメージソング/1992年） - 中村裕介、三松亜美名義
- Blue Blue my love lullaby（アニメ『宇宙の騎士テッカマンブレード』イメージソング/1993年） - 中村裕介、三松亜美名義
- IF YOU CAN' T SEE（アニメ『シティーハンター ザ・シークレット・サービス』イメージソング/1996年）
- 君に逢いにゆこう（アニメ『逮捕しちゃうぞ』イメージソング/1997年）
- Running with my DREAM（アニメ『逮捕しちゃうぞ』イメージソング/1998年）
- じみへん（NHK『むしまるQゴールド(第4シリーズ)』挿入歌/1999～2004年）
- SUPER GUYS!（アニメ『メダロット魂』OP主題歌/2000年）
- BRING IT ON（ゲーム『マクロスM3』OP主題歌/2001年）
- NEVER ENDING WORLD（ゲーム『マクロスM3』ED主題歌/2001年） - 中村裕介、染谷由紀乃名義

## 提供楽曲
- 山根麻衣 - TASOGARE
- ボニー・タイラー - サヨナラTOKYO
- 郷ひろみ - 哀愁ヒーロー Part1・Part2、アルバム「アスファルト・ヒーロー」
- 原田芳雄 - アルバム「B」
- 岩城滉一 - 笑い話、アルバム「リスキー・スパイス」
- 浜田麻里 - MISSING YOU、ALL ALONE
- 水越恵子 - 「ワインナイト」
- 香坂みゆき - アルバム「SELFISH」「ジェット・ラグ」
- 松永夏代子 - さよならボビー
- 南翔子 - アルバム「SHOKO FANTASY」「渚のセパレーション」
- 北原理絵 - ガラスの部屋
- 諸岡ケンジ - アルバム「STAY FIRE」
- 時任三郎 - 遠くでBoogieが聴こえる、もっと強いジンをくれ、MY WOMAN
- ビートたけし - 宵闇スターダストON THE BEACH
- 柳葉敏郎 - アルバム「君の名は」
- 中村雅俊 - ハーバーライト
- 西田敏行 - 恋は天才である
- 大沢樹生 - アルバム「ROCK FOOD」